# Lista de prefeitos de Marechal Thaumaturgo
Esta é a lista de prefeitos do município de Marechal Thaumaturgo, estado brasileiro do Acre.
| Nº | Nome                                                                    | Imagem                         | Partido                                          | Início do mandato      | Fim do mandato                          | Observações                                                  |
| 1  | Itamar Pereira de Sá (Cruzeiro do Sul, 05.01.1963–)                     |                                | Partido do Movimento Democrático Brasileiro PMDB | 1° de janeiro de 1993  | 31 de dezembro de 1996                  | Prefeito eleito em sufrágio universal                        |
| 2  | Leandro Tavares de Almeida (Marechal Thaumaturgo, 28.06.1959–)          |                                | Partido do Movimento Democrático Brasileiro PMDB | 1° de janeiro de 1997  | 31 de dezembro de 2000                  | Prefeito eleito em sufrágio universal                        |
| 3  | Itamar Pereira de Sá (Cruzeiro do Sul, 05.01.1963–)                     |                                | Partido do Movimento Democrático Brasileiro PMDB | 1° de janeiro de 2001  | 31 de dezembro de 2004                  | Prefeito eleito em sufrágio universal                        |
| 3  | Itamar Pereira de Sá (Cruzeiro do Sul, 05.01.1963–)                     | Partido dos Trabalhadores PT   | 1° de janeiro de 2005                            | 31 de dezembro de 2008 | Prefeito reeleito em sufrágio universal |                                                              |
| 4  | Randson Oliveira Almeida Randinho (Tarauacá, 22.09.1980–)               |                                | Partido do Movimento Democrático Brasileiro PMDB | 1° de janeiro de 2009  | 31 de dezembro de 2012                  | Prefeito eleito em sufrágio universal                        |
| 5  | Maurício José da Silva Praxedes (Cruzeiro do Sul, 22.09.1965–)          |                                | Partido da Social Democracia Brasileira PSDB     | 13 de outubro de 2011  | 31 de dezembro de 2012                  | Vice-Prefeito eleito em sufrágio universal Prefeito afastado |
| 6  | Aldemir da Silva Lopes (Cruzeiro do Sul, 08.06.1969–)                   |                                | Partido dos Trabalhadores PT                     | 1° de janeiro de 2013  | 31 de dezembro de 2016                  | Prefeito eleito em sufrágio universal                        |
| 7  | Isaac da Silva Piyãko (Marechal Thaumaturgo, 20.02.1972–)               |                                | Partido do Movimento Democrático Brasileiro PMDB | 1° de janeiro de 2017  | 31 de dezembro de 2020                  | Prefeito eleito em sufrágio universal                        |
| 7  | Isaac da Silva Piyãko (Marechal Thaumaturgo, 20.02.1972–)               | Partido Social Democrático PSD | 1° de janeiro de 2021                            | 1º de abril de 2022    | Prefeito reeleito em sufrágio universal |                                                              |
| 8  | Valdelio José do Nascimento Furtado (Marechal Thaumaturgo, 10.08.1979–) |                                | Partido Social Democrático PSD                   | 2 de abril de 2022     | 31 de dezembro de 2024                  | Vice-Prefeito que assumiu o cargo após renúncia do titular   |
| 8  | Valdelio José do Nascimento Furtado (Marechal Thaumaturgo, 10.08.1979–) | Progressistas PP               | 1° de janeiro de 2025                            | Atualidade             | Prefeito reeleito em sufrágio universal |                                                              |